# بيرجيت جنسن
بيرجيت جنسن هي راكبة الكنو دنماركية، ولدت في 9 يناير 1940.

## وصلات خارجية
- بيرجيت جنسن على موقع أوليمبيديا (الإنجليزية)